# Nathaniel Parker-Forth
 (décembre 2010).
Nathaniel Parker-Forth, né le 9 août 1744 au château de Ludlow dans le Shropshire en Angleterre et mort le 28 avril 1809 à Paris, est un diplomate et homme politique britannique.
Il a été le plus remarquable des agents d'influence britannique en France, notamment entre 1776 et 1794. Son action secrète concertée avec le Premier ministre de Grande-Bretagne William Pitt le Jeune et les fils du roi d'Angleterre a été déterminante[réf. nécessaire] dans les troubles précédant la Révolution française et les exagérations de la Terreur.

## Biographie
Issu de la gentry anglo-irlandaise, descendant du chevalier Forth qui se range aux côtés de Charles Ier d'Angleterre en 1642, il rejoint Olivier Cromwell puis devient secrétaire de la Guerre à la restauration de Charles II d'Angleterre. Il est le petit-fils du colonel Forth qui est aide-de-camp du Schomberg, favori de Guillaume III, et il est le fils de Samuel Fort, seigneur de Longford dans la province irlandaise du Leinster qui cumulait les fonctions de maire et de chef militaire de Longford, Leinster .

## Envoyé à la cour de France
Après ses études il est tenté par le droit, mais aspire à une vie plus active. Il ne parvient pas à trouver les faveurs du jeune Pitt et se rabat sur une place dans une entreprise d’importation de vin où il rencontre le banquier Charles Herries, rival des banquiers Bourdieu et Chollet. À partir de 1764 il se lance dans le commerce international du vin et du tabac et dans la finance pour le comte du banquier écossais lié à la finance belge et espagnole. Son activité de courtier l’amène à voyager en Espagne et en France dont il apprend la langue. Parallèlement, il développe un réseau d’informateurs sur les côtes françaises pour connaître les mouvements des vaisseaux marchands. Il se fait remarquer par le comte Mansfield, deuxième du nom, « le père du torysme moderne », qui l'introduit dans l'entourage de George III. Le roi d'Angleterre lui confie des missions d'observation sur le continent dont il s'acquitte avec beaucoup d'intelligence. En 1776, il est chargé d'une mission d'influence à la cour de France où, par ses talents et sa figure aimable. Bon vivant, joueur, sur le continent il mène une vie très mondaine et fréquente à l’occasion  le comte de Lauraguais dont il partage le goût pour les courses. Son réseau d’espionnage se révèle très précieux pour les services de renseignements britanniques. Ses menées sont surveillées par les agents de Vergennes à Londres, à commencer par Tort de la Sonde qui signale dans une dépêche de 1777 que l’agent anglais « être amphibie très dangereux en Politique », entretient une « liaison extrêmement suspecte » avec Beaumarchais, Morande, son frère Théveneau de Francy ainsi qu’avec le comte de Reynach. La mission dont il est ouvertement chargé à Paris, consiste à entrer dans les bonnes grâces de Maurepas, toujours perçu comme un agent de la paix et un homme à ménager. Il se fait recevoir dans diverses coteries, notamment chez les comtesses de Flammarens et de Maurepas. Il se posait en « ami de l'Angleterre et de la France », sans perdre de vue les raisons essentielles de sa présence à Versailles : la participation éventuelle des Français à la guerre d'Amérique qu'il souhaitait pouvoir éviter par tous les moyens. Sous ses dehors mondains il cachait « infiniment d'esprit et beaucoup de finesse » disait le ministre Vergennes, dans une lettre au comte de Montmorin. En effet, derrière la facette aimable et brillante du gentleman se dissimulait une volonté froide et calculatrice dont il ne se départissait jamais. Le 17 mars 1778, Vergennes met à la disposition de Forth des passeports pour quitter la France quand les ambassadeurs respectifs sont rappelés. La mission de « pacification » de Forth a échoué, la France entre dans le conflit aux côtés des Américains. Pendant la guerre, Forth continue d’être un interlocuteur du gouvernement français mais tout semble indiquer qu’il n’est en réalité qu’un espion. L’agent Buhos fut chargé de surveiller Forth. Il remis au lieutenant de police Lenoir à cet effet un mémoire qui affirme qu’il « fut amené d’Irlande en qualité de chirurgien en 1763, par un gentilhomme de ce pays. Comme son  apprentissage n’était point entièrement fini, on acheta le reste de son temps. Quelques  années après le hasard lui a procuré la connaissance de milord Mansfield, et c’est à ce seigneur qu’il doit la fortune  dont il jouit aujourd'hui. »
Mais c'est avec le duc de Chartres, fils du duc d'Orléans, qu'il établit une amitié solide et durable qui n'était pas, dès le départ, sans ambiguïtés politiques. Le jeune duc était un homme courageux mais sensible et beaucoup plus scrupuleux que ce que pourrait laisser imaginer son vote de 1793. Parker-Forth exploita dès lors tout le parti qu'il pourrait tirer du duc de Chartres qui, tout entier à ses plaisirs et à son amour de l'Angleterre, attache définitivement Parker-Forth à sa personne princière. Cependant le comte de Maurepas qui désirait intervenir dans le cours de la négociation sur l'engagement de la France avait proposé au comte de Stormont, ambassadeur d'Angleterre, de faire agréer Parker-Forth qui est peu après officiellement présenté comme étant l'envoyé particulier de George III à la cour de Versailles.
À cette époque, celui-ci émargeait sur le fond du service secret britannique, détail qu'il ne révèle pas. Sa position étant officielle, il a désormais le loisir d'observer et de rapporter à son gouvernement les informations qu'il pouvait recueillir dans les milieux informés où il se faisait admettre. C'est certainement dans l'entourage du duc de Chartres qu'il recueillit les éléments les plus importants à son entreprise. Il prend, vers 1778, un ascendant extraordinaire sur le duc de Chartres puis d'Orléans dont il est longtemps le confident et l'ami attentif. C'est lui qui, face à l'embarras de Mme de Genlis organise l'arrivée en France des jeunes orphelines anglaises – en fait les filles que la comtesse avait eues du duc de Chartres selon plusieurs historiens -, aidant à résoudre une situation compliquée tenant au double adultère du prince et de la comtesse qui étaient mariés et parents.
La future Paméla Fitzgerald est d'abord en effet recueillie et élevée à Londres par l'épouse de Parker-Forth avant de rejoindre la jeune Henriette de Sercey à Paris, l'une et l'autre élevées avec la petite Madame Adélaïde, la fille du duc et de la duchesse de Chartres. Dès le début des années 1780, Parker-Forth se charge d'introduire le duc de Chartres dans les milieux politiques anglais où on lui fait un fort bon accueil. Tous ses voyages étaient organisés par l'agent d'influence anglais qui s'intéressait fortement aux malentendus et conflits à répétition existant entre le prince et ses cousins les souverains Louis XVI et Marie-Antoinette.
Bientôt Parker-Forth est l'intermédiaire en Angleterre de toutes les affaires financières du nouveau duc d'Orléans, que ce soit ses placements en bourse à la City, où ses acquisitions immobilières dans le centre de Londres, entre autres le palais de Portland Place no 35. Il sollicite Joshua Reynolds pour le célèbre portrait en pied du duc. C'est lui enfin qui lui procurait des filles. « Je suis persuadé que les meubles, ainsi que les femmes, il faut les prendre selon la fantaisie du moment ». La confiance était absolue et renforçait le prince dans son désir de développer un « système anglais » en France. C'est lui qui le poussant à réaliser tous ses biens pour les investir en Angleterre lui suggéra de financer l'emprunt lancé par les trois fils du roi d'Angleterre, lequel était gagé sur le duché de Cornouailles. Dans tous les cas, Forth rendait compte à Pitt des faits et gestes de d'Orléans.

## «Activer» la révolution de France
Le 13 janvier 1788, en marque de gratitude, le duc d'Orléans avait constitué chez Rouen, son notaire, une rente viagère annuelle de 12 500 livres en faveur de celui qui était en passe de devenir, si ce n'était fait, son confident. Son influence ne faisait que grandir et de fâcheuse façon aux yeux du comte de La Luzerne, ambassadeur de France à Londres, qui essayait de faire savoir à Montmorin que cet « agent subalterne » était « remuant et dangereux ». D'autres dépêches sont plus précises : « il est envoyé par Pitt pour activer la Révolution. On pense que ses rapports avec le duc d'Orléans ont été le but de ce voyage et il est possible que, par ce motif, de cette liaison, le ministère britannique lui ait alors confié quelque mission. Il demeurait rue Saint-Honoré, près la place Vendôme. »
Il disposait à Paris d'un très bel hôtel particulier de onze pièces qu'il loue après son départ à M. Gojard administrateur de la Compagnie des Indes. C'est lui qui semble avoir recueilli des fonds qui avaient été à l'origine destinés à organiser le départ de Louis XVI et sa famille en Normandie peu avant le 10 août. Cette grosse somme d'argent en assignats issue des derniers dons des derniers fidèles du roi, interceptée par deux agents français recrutés par le gouvernement britannique, à savoir le ministre Terrier de Monciel et son secrétaire Brémond, avait été remise à Gouverneur Morris, ambassadeur des États-Unis, qui la convertit en louis d'or par commodité.
Ces fonds passèrent à Gouverneur Morris et furent déposés, paraît-il, sur un compte de la banque Jeanneret puis ils s'évaporèrent. Le même rapport dit qu'il avait toujours correspondu avec les notaires Rouen et Baroud dont les maisons sont contiguës rue Neuve des Petits-Champs. Or le financier et homme d'affaires Baroud a été au centre des financements destinés à organiser le soulèvement de Lyon – qui fut impitoyablement réprimé en septembre 1793 - et il était l'ami de Pierre Jacques Duplain qui participa avec Marat aux massacres de Septembre « en réponse à la provocation de Charles-Guillaume Ferdinand de Brunswick », dont le manifeste prétendu, qui lui fut attribué, pourrait être une fabrication destinée à précipiter les massacres dont celui de la famille royale au Temple.

## Directeur d'espionnage
Parker-Forth est reconnu par tous les gouvernements de la France, jusqu'à l'Empire, comme un espion particulièrement adroit et assurément responsable d'une grande partie des troubles qui agitèrent la France révolutionnaire. L'espionnage britannique qui, contrairement à l'ancien « secret du roi » des Bourbons, n'avait pas été bouleversé ni malmené, aborde les nouveaux événements de la France et de l'Europe sans perte d'efficacité. Il est le mieux organisé et le mieux rôdé d'Europe, le plus solidement financé et ses réseaux tentaculaires s'étendent aux quatre coins de l'Europe.
Mais la France révolutionnaire concentre son attention particulière et ses efforts. L'essentiel des activités d'espionnage britannique, à partir de 1789, se déroule donc en France, du moins jusqu'à la traque aux Exagérés les plus apparents – parmi lesquels, en effet, de nombreux « agents de l'étranger » – qui accompagnent Hébert puis Danton à l'échafaud.
Pour ce qui concerne Parker-Forth, il demeure, entre deux voyages à Londres, dans l'entourage du duc d'Orléans, notamment au Raincy – où on le vit avec Henri Jacques Guillaume Clarke, Richard O'Shée, le comte de Latouche, Barère, le duc de Lauzun, Grace Elliott et quelques autres, jusqu'à son départ précipité de Paris le 14 août 1792.
Son activité n'est pas entièrement connue avec exactitude, et pour cause, mais il favorisa l'installation à Paris ou sa région de nombreux agents secrets comme William Stone, frère de l'imprimeur de ce nom. « J'ai vu hier sur le boulevard un Mr Forth, anglais, qui vint en France dans les premières années de la Révolution pour organiser et disposer dans les provinces quatorze ou quinze propagandistes que Pitt y avait envoyé afin d'y insuffler la fièvre révolutionnaire et qui y produisirent les plus grands maux ».  Le 4 septembre 1790, il avait signé chez Gobin, notaire à Paris, une procuration permettant à Jean-Frédéric Perrégaux de disposer de fonds destinés à financer des recrutements.
Quand est publiée la Lettre anglaise qui poussait les agents anglais activés en France à favoriser l'exagération révolutionnaire et même la désorganisation et les attentats contre les biens, on s'interroge beaucoup sur celui qui l'avait rédigée. D'après un envoyé français infiltré dans les milieux gouvernementaux à Londres, c'était un certain « Pasquier » dont le véritable nom était « Parker » que l'on voyait de temps à autre à Saint-Omer dans le Pas-de-Calais. Or Nathaniel Parker-Forth, dans ses courses entre Paris et Londres, descendait au collège anglais de Saint-Omer, et il s'en sert notamment pour entreposer des bijoux et de très grosses sommes d'argent que le duc d'Orléans voulait faire passer à Londres. Ce n'est peut-être pas suffisant pour en faire le rédacteur de la Lettre anglaise mais la question mérite d'être posée car en lisant ce document, on voit que le collège anglais de Saint-Omer a une grande importance logistique.

## Parker-Forth et la succession deMmedu Barryet du duc d'Orléans
En 1791, Parker-Forth prenait, dans les pièces officielles, la qualité de magistrat du comté de Middlesex – il avait une résidence à Chelsea – et juge de paix de Sa Majesté Britannique. Lorsque la comtesse du Barry – à qui il avait annoncé que ses bijoux volés à Paris étaient à Londres – vint en personne pour les récupérer, il lui expliqua que les choses prendraient du temps. Les voleurs qu'on avait arrêtés, disait-il, devaient être interrogés et tant que leur procès serait instruit on ne pouvait toucher aux joyaux qui étaient sous séquestre. La comtesse mécontente revient à Paris auprès du duc de Brissac, puis elle retourne encore à Londres, l'année suivante, espérant qu'elle pourrait récupérer son bien. Là encore, Parker-Forth lui oppose une fin de non-recevoir, et lorsque la malheureuse ex-favorite est exécutée, ses héritiers – sa cousine germaine, épouse Barbara de Labelotterie de Boisséson – apprennent avec stupéfaction que les bijoux, d'une valeur dépassant 500 000 livres, avaient déjà été vendus chez Christie's à Londres (an III), et que la somme produite avait servi à des « frais » et à indemniser Parker-Forth pour ses nombreux services rendus à la comtesse du Barry.
Les plus grands soupçons d'indélicatesse pour ne pas dire plus s'élèvent aussi à son endroit lorsque le futur Louis-Philippe Ier veut récupérer un certain nombre d'objets appartenant à la succession de son père, et notamment les meubles d'un très grand prix qui décoraient ses maisons de Londres. Là encore, Nathaniel Parker-Forth esquive tant et tant que, à sa mort, la question de ces meubles n'était pas réglée. En revanche ses héritiers – son fils et sa fille – réclament le règlement de la pension viagère de 1788 dont les intérêts avaient continué de courir et pour laquelle il fallut transiger.
Le 25 avril 1804, il épouse à Elizabeth Petrie (1784-1864), fille de John Petrie (1742-1792) et d'Anne Dick-Keble, qui lui donne deux fils : Frederick Henry Alexander (1808-1876) et Élie Sophie Alexandre (né à Londres en mai 1809, décédé à Paris le 13 décembre 1886) – il a fait modifier, en 1831, son nom en Forth-Rouen des Mallets.